# Rosario Rahola de Espona
María del Rosario Rahola de Espona, en catalán Maria del Roser Rahola d'Espona (Barcelona, 21 de septiembre de 1914-Barcelona, 23 de enero de 2020), i baronesa de Perpinyá, fue una editora catalana, presidenta de la Editorial Vicens Vives.

## Biografía
Proveniente de una familia burguesa de origen ampurdanés y Vich y descendiente del i barón de Perpiñá, aunque no heredera directa, se había incorporado a la Universidad de Barcelona, donde conoció a su marido, el historiador y profesor Jaime Vicens Vives, en el Crucero Universitario por el Mediterráneo de 1933, y fue estudiante suya de primer curso de Filosofía y Letras donde se había incorporado en ese mismo año. No pudo terminar la carrera por culpa de la guerra, licenciándose finalmente en 1951. Era hija de Baldiri Rahola Llorens y sobrina paterna de Pedro Rahola Molinas, diputado del partido conservador Lliga Catalana y futuro ministro de Marina.
María del Rosario y Jaime se casaron en plena guerra civil, el 20 de agosto de 1937 con una ceremonia civil en el rectorado de la universidad realizada por el consejero de Justicia y rector de la universidad Pere Bosch i Gimpera. Su hermano Fadrique Rahola de Espona se refugió en Francia. Fruto del matrimonio nacerían sus hijos Pere, Roser, Anna, Adela y Albert.
En 1994 recibió la Creu de Sant Jordi por su labor de elaboración de manuales pedagógicos básicos para la enseñanza de la cultura catalana.
En día 9 de abril de 2010, recibió el título de baronesa de Perpinyá por Real Decreto 434/2010 de 8 de abril, concedido por Juan Carlos I de España en reconocimiento a su trayectoria como empresaria y continuadora de la obra de su marido, Jaime Vicens Vives. Dicho título fue motivo de una disputa al denunciar Josep Maria Llobet de Nuix en el Defensor del Pueblo que este le fuese devuelto al pertenecer a Francisco de Nuix, un antepasado suyo, y que le fue otorgado por Carlos IV en 1800. La familia Nuix interpuso un recurso ante el Ministerio de Justicia. Las discrepancias sobre la propiedad del título se basaron en la pérdida de derechos por parte de la familia Nuix al no ser utilizado el título durante más de un siglo, ni haberse solicitado la rehabilitación del mismo. Los títulos nobiliarios pierden su validez si no se ostentan durante cuarenta años. Por parte de la familia Nuix se sostuvo que los derechos de sucesión de títulos nobiliarios no prescriben según un decreto de 1912.
Falleció a los ciento cinco años en Barcelona el 22 de enero de 2020.